# Sileț, Kameanka-Buzka
Sileț (în ucraineană Сілець) este localitatea de reședință a comunei Sileț din raionul Kameanka-Buzka, regiunea Liov, Ucraina.

## Demografie
Componența lingvistică a localității Sileț
     Ucraineană (99,14%)
     Alte limbi (0,69%)
Conform recensământului din 2001, majoritatea populației localității Sileț era vorbitoare de ucraineană (99,14%), existând în minoritate și vorbitori de alte limbi.